# Virginia Brissac

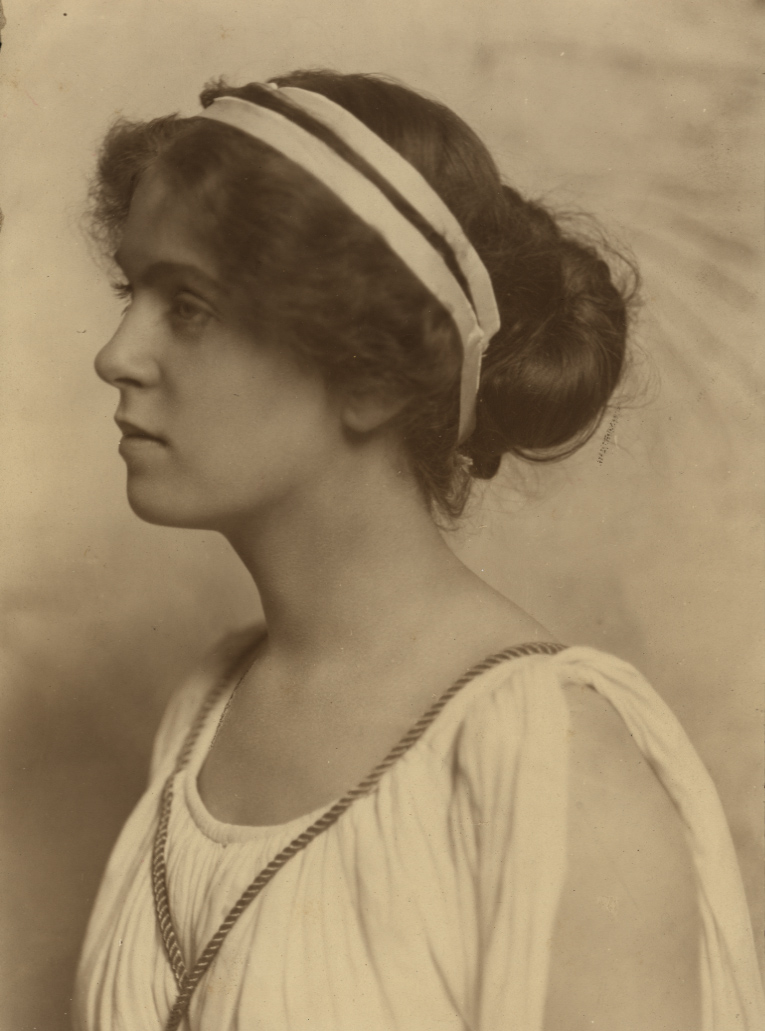
Virginia Brissac, runt 1903.

Virginia Brissac, född 11 juni 1883 i San Jose, Kalifornien, död 26 juli 1979 i Santa Fe, New Mexico, var en amerikansk skådespelare. Brissac var aktiv som teaterskådespelare från början av 1900-talet, då främst på scener kring San Francisco. Hon medverkade även i runt 150 Hollywoodfilmer.

## Filmografi, urval
- 1939 – Ingen ängel
- 1939 – Utanför lagen
- 1939 – Seger i mörkret
- 1939 – Folkets hjälte (ej krediterad)
- 1940 – En kväll att minnas
- 1940 – En 7-sjungande flicka
- 1940 – Ingen rädder för spöken
- 1940 – Vi jazzkungar
- 1940 – Allt detta och himlen därtill (ej krediterad)
- 1940 – Tänk om jag gifter mig med chefen! (ej krediterad)
- 1941 – Den stora lögnen
- 1941 – Kvinnan utan nåd
- 1941 – En bit av himlen (ej krediterad)
- 1941 – En kvinna minns... (ej krediterad)
- 1942 – Jag var en gangster
- 1942 – En man av stål
- 1942 – Ja, se fruntimmer! (ej krediterad)
- 1943 – Karriär på Broadway (ej krediterad)
- 1943 – Skuggan av ett tvivel (ej krediterad)
- 1944 – Döden kan ej vittna
- 1945 – Det växte ett träd i Brooklyn (ej krediterad)
- 1946 – Att offra allt (ej krediterad)
- 1947 – Monsieur Verdoux
- 1947 – Den låsta dörren (ej krediterad)
- 1948 – Ormgropen
- 1948 – Jag är anklagad
- 1948 – En man på kroken
- 1954 – Det handlar om mrs. Leslie
- 1954 – En stol är ledig
- 1955 – Ung rebell